# نصر علي الآنسي
نصر بن علي الآنسي (8 أكتوبر 1975) ويُعرف كذلك باسم أبو زياد هو قيادي في تنظيم القاعدة في جزيرة العرب. انضم في فترات مختلفة من حياته إلى الجماعات الجهادية في البوسنة وكشمير والفليبين وأفغانستان وفقا لسيرته الذاتية. ولد في تعز ولكنه نشأ ودرس في صنعاء، في عام 1995، توجه إلى البوسنة ومكث فيها قرابة العام ثم توجه إلى كشمير وأراد التوجه إلى طاجكستان ولكنه لم يصل إلى وجهته بسبب «كثافة الثلوج».